# José Antonio Chang
José Antonio Chang Escobedo (né en 1958 à Lima) est un homme d'État péruvien membre de l’APRA. Le président Alan García l’a nommé président du Conseil le 14 septembre 2010. Il reste en poste jusqu'au 19 mars 2011. Javier Velásquez Quesquén lui a succédé. Du 28 juillet 2006 au 19 mars 2011, il a été ministre de l’Éducation.

## Source
- (es) Cet article est partiellement ou en totalité issu de l’article de Wikipédia en espagnol intitulé « José Antonio Chang » (voir la liste des auteurs).